# O ciorbă ucigătoare
Killer Soup (O ciorbă ucigătoare) este un serial de televiziune Netflix thriller de comedie neagră în limba hindi. A avut premiera în streaming la 11 ianuarie 2024 pe Netflix. Este scris de Abhishek Chaubey împreună cu Harshad Nalawade, Anant Tripathi și Unaiza Merchant și regizat de Abhishek Chaubey. În rolurile principale interpretează Konkona Sen Sharma și Manoj Bajpayee. Anterior a fost intitulat „Supă”. Serialul se bazează vag pe cazul din 2017 din Telangana.

## Rezumat
În stațiunea montană fictivă din Mainjur, Tamil Nadu, o asistentă medicală aspirantă, dar lipsită de talent, devenită bucătar-șef, Swathi, conspiră pentru a-și înlocui soțul, Prabhakar Shetty, cu iubitul ei dopplegangerul cu ochii încrucișat  al lui Prabhakar, Umesh Pillai.

## Distribuție

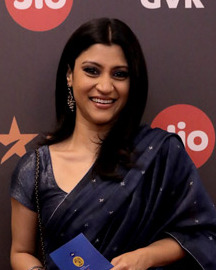
Konkona Sen Sharma

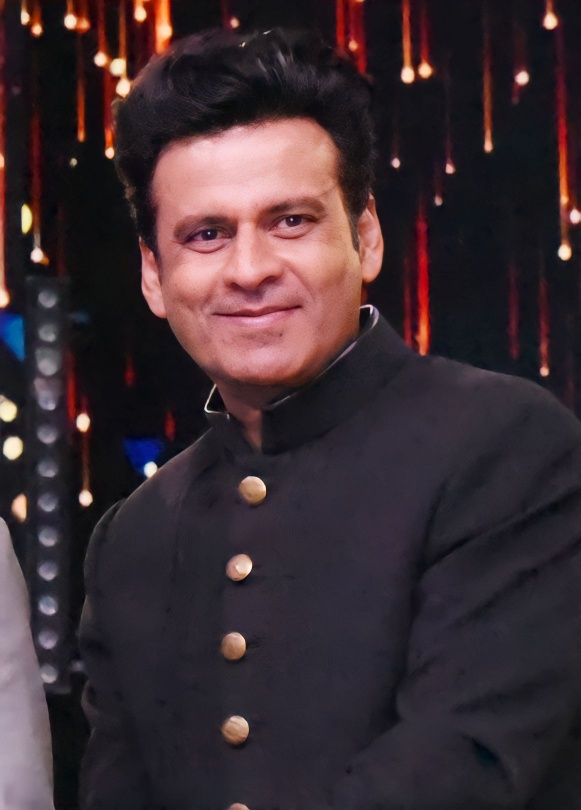
Manoj Bajpai

- Konkona Sen Sharma – Swathi Shetty
- Manoj Bajpayee – rol dublu ca Prabhakar „Prabhu” Shetty, soțul lui Swathi și Umesh Pillai, iubitul lui Swathi
- Nassar – inspectorul Hassan
- Sayaji Shinde – Arvind Shetty, fratele mai mare al lui Prabhakar
- Anula Navlekar – Apeksha „Appu” Shetty, fiica lui Arvind și nepoata lui Prabhu
- Lal – Charles Lucas, garda de corp a lui Arvind
- Rajeev Ravindranathan – DSP Udaya Reddy
- Kani Kusruti – Kirtima Kadathanathan
- Shilpa Mudbi – polițistul șef Asha Ritu[8]
- Anbu Thasan – ASI Thupalli
- Vaishali Bisht – Khansama
- Mallika Prasad Sinha – Zubeida
- Bagavathi Perumal – detectivul privat Kiran Nadar
- Raja PRS – agent de poliție Binny

## Recepție
Saibal Chatterjee de la NDTV i-a dat patru stele din cinci și a spus că este o comedie de crimă și de investigație scrisă inteligent, care se caracterizează printr-o scriere inteligentă și interpretări fără cusur. Serialul este spiritual, viclean și incredibil de amuzant.
Dhaval Roy de la The Times of India a acordat, de asemenea, patru stele din cinci și a scris în recenzie că serialul rămâne captivat pe tot parcursul său, un thriller cu umor negru, cu subtilități și complexități. Rețeta lui Abhishek Chaubey este atât de uimitoare încât o vei devora dintr-o singură ședință.
Lachmi Deb Roy scrie în  Firstpost că este o comedie la maximum. Intrigant și plin de umor... este exact ceea ce publicul și-ar dori în timpul lunii reci din ianuarie.
Zinia Bandyopadhyay scrie în recenzia sa din India Today că artiștii își joacă rolurile aproape bine. Ca polițist, Nasser s-a remarcat. Cinematografia rafinată este un element care merită discutat.
Shubhra Gupta de la The Indian Express a acordat 2 stele din 5 și a spus în recenzia ei că o „comedie” neagră ar trebui să fie plină de umor și să te facă să râzi în ciuda ta, totuși am tot așteptam să înceapă glumele. Și am tot așteptat...
Sukanya Verma de la rediff.com a acordat, de asemenea, 2 stele și a criticat serialul. Ea  a spus că atunci când grafica inteligentă și bizară (a serialului) își pierde impactul, dificultatea de a menține fluxul este evidentă, deoarece poveștile devin excesiv de complicate.